# Liste der Fahnenträger der Olympischen Winterspiele 1972
Die Liste der Fahnenträger der Olympischen Winterspiele 1972 führt die Fahnenträger bei der Eröffnungsfeier auf.
Beim Einmarsch der Nationen zogen Athleten aller teilnehmenden Länder in das Makomanai-Stadion ein. Bei der Eröffnungsfeier wurden die einzelnen Teams von einem Fahnenträger aus den Reihen ihrer Sportler oder Offiziellen angeführt, der entweder von ihrem jeweiligen Nationalen Olympischen Komitee (NOK) oder von den Athleten selbst bestimmt wurde.

## Reihenfolge
Der griechischen Mannschaft wurde traditionell der Platz an vorderster Stelle gewährt, ein Sonderstatus, der aus der Ausrichtung der antiken und ersten Spiele der Moderne in Griechenland herrührt. Die japanische Mannschaft marschierte als Gastgebernation zuletzt ein. Die anderen Länder betraten das Stadion in alphabetischer Reihenfolge in Englische Sprache. Diese Reihenfolge entspricht sowohl der Tradition als auch den Statuten des Internationalen Olympischen Komitees (IOK).

## Liste der Fahnenträger
Nachfolgend führt eine Liste die Fahnenträger der Eröffnungsfeier aller teilnehmenden Nationen auf, sortiert nach der Abfolge ihres Einmarsches. Die Liste ist zudem sortierbar nach ihrem Staatsnamen, nach Mannschaftskürzel, nach Anzahl der Athleten, nach dem Nachnamen des Fahnenträgers und dessen Sportart.

### Nach Nationen
| Abfolge | Nationalmannschaft | Englischer Name            | Kürzel | Athleten | Eröffnungsfeier              | Eröffnungsfeier |
| Abfolge | Nationalmannschaft | Englischer Name            | Kürzel | Athleten | Fahnenträger                 | Sportart        |
| ------- | ------------------ | -------------------------- | ------ | -------- | ---------------------------- | --------------- |
| 1       | Griechenland       | Greece                     | GRE    | 3        | Panagiotis Alexandris        | Ski Alpin       |
| 2       | Argentinien        | Argentina                  | ARG    | 2        | Carlos Perner                | Ski Alpin       |
| 3       | Australien         | Australia                  | AUS    | 4        |                              |                 |
| 4       | Österreich         | Austria                    | AUT    | 40       | Manfred Schmid               | Rennrodeln      |
| 5       | Belgien            | Belgium                    | BEL    | 1        | Robert Blanchaer             | Ski Alpin       |
| 6       | Bulgarien          | Bulgaria                   | BUL    | 6        |                              |                 |
| 7       | Kanada             | Canada                     | CAN    | 47       | Karen Magnussen              | Eiskunstlauf    |
| 8       | Republik China     | China, R.O.                | CHN    | 5        |                              |                 |
| 9       | Tschechoslowakei   | Czechoslovakia             | TCH    | 40       | Jiří Raška                   | Skispringen     |
| 10      | Nordkorea          | DPR Korea                  | PRK    | 6        |                              |                 |
| 11      | Finnland           | Finland                    | FIN    | 50       | Juha Mieto                   | Skilanglauf     |
| 12      | Frankreich         | France                     | FRA    | 4        | Patrick Péra                 | Eiskunstlauf    |
| 13      | DDR                | German Democratic Republic | GDR    | 42       | Klaus-Michael Bonsack        | Rennrodeln      |
| 14      | BR Deutschland     | Germany                    | GER    | 78       | Walter Demel                 | Skilanglauf     |
| 15      | Großbritannien     | Great Britain              | GBR    | 39       | Michael Freeman              | Bob             |
| 16      | Ungarn             | Hungary                    | HUN    | 1        | Zsuzsa Almássy               | Eiskunstlauf    |
| 17      | Iran               | Iran                       | IRN    | 4        | Ovaness Meguerdonian         | Offizieller     |
| 18      | Italien            | Italy                      | ITA    | 44       | Luciano De Paolis            | Bob             |
| 19      | Südkorea           | Korea                      | KOR    | 5        |                              |                 |
| 20      | Libanon            | Lebanon                    | LIB    | 1        |                              |                 |
| 21      | Liechtenstein      | Liechtenstein              | LIE    | 4        | Eduard Theodor von Falz-Fein | Bob             |
| 22      | Mongolei           | Mongolia                   | MGL    | 4        | Luwsanscharawyn Tsend        | Eisschnelllauf  |
| 23      | Niederlande        | Netherlands                | HOL    | 11       | Atje Keulen-Deelstra         | Eisschnelllauf  |
| 24      | Neuseeland         | New Zealand                | NZL    | 2        | Alan Ward                    | Offizieller     |
| 25      | Norwegen           | Norway                     | NOR    | 66       | Magnar Solberg               | Biathlon        |
| 26      | Philippinen        | Philippines                | PHI    | 2        |                              |                 |
| 27      | Polen              | Poland                     | POL    | 47       | Andrzej Bachleda-Curuś       | Ski Alpin       |
| 28      | Rumänien           | Romania                    | ROM    | 13       | Ion Panțuru                  | Bob             |
| 29      | Spanien            | Spain                      | ESP    | 3        | Francisco Fernández Ochoa    | Ski Alpin       |
| 30      | Schweden           | Sweden                     | SWE    | 58       | Hasse Börjes                 | Eisschnelllauf  |
| 31      | Schweiz            | Switzerland                | SUI    | 52       | Edmund Bruggmann             | Ski Alpin       |
| 32      | Vereinigte Staaten | USA                        | USA    | 103      | Dianne Holum                 | Eisschnelllauf  |
| 33      | Sowjetunion        | USSR                       | URS    | 76       | Wjatscheslaw Wedenin         | Skilanglauf     |
| 34      | Jugoslawien        | Yugoslavia                 | YUG    | 26       | Viktor Ravnik                | Eishockey       |
| 35      | Japan              | Japan                      | JPN    | 85       | Mineyuki Mashiko             | Offizieller     |

### Nach Sportarten
| Sportart              | Nationen                                                                               | Anzahl |
| --------------------- | -------------------------------------------------------------------------------------- | ------ |
| Biathlon              | Norwegen                                                                               | 1      |
| Bob                   | Großbritannien – Italien – Liechtenstein – Rumänien                                    | 4      |
| Eishockey             | Jugoslawien                                                                            | 1      |
| Eiskunstlauf          | Frankreich – Kanada – Ungarn                                                           | 3      |
| Eisschnelllauf        | Mongolei – Niederlande – Schweden – Vereinigte Staaten                                 | 4      |
| Nordische Kombination | –                                                                                      | 0      |
| Rennrodeln            | DDR – Österreich                                                                       | 2      |
| Ski Alpin             | Argentinien – Belgien – Griechenland – Polen – Schweiz – Spanien                       | 6      |
| Skilanglauf           | BR Deutschland – Finnland – Sowjetunion                                                | 3      |
| Skispringen           | Tschechoslowakei                                                                       | 1      |
| unbekannt             | Australien – Bulgarien – Libanon – Nordkorea – Philippinen – Republik China – Südkorea | 8      |
| Offizieller           | Iran – Japan – Neuseeland                                                              | 3      |